# Campionato mondiale maschile di pallamano 1993
Il campionato mondiale maschile di pallamano 1993 si è svolto dal 10 al 20 marzo 1993 in Svezia.
Il torneo è stato vinto per la prima volta dalla nazionale russa.

## Nazionali partecipanti
- Svezia (Paese ospitante)
- Russia
- Romania
- Spagna
- Ungheria
- Cecoslovacchia
- Germania
- Francia
- Norvegia
- Austria
- Islanda
- Svizzera
- Danimarca
- Corea del Sud
- Egitto
- Stati Uniti

## Podio
| Pos. | Squadra |
| ---- | ------- |
| 1°   | Russia  |
| 2°   | Francia |
| 3°   | Svezia  |